# Otkrytie Arena
El Otkrytie Arena (del ruso: Открытие Арена), también conocido como Estadio Spartak (del ruso: Стадион Спартак), es un estadio de fútbol de Moscú, Rusia, propiedad del Spartak de Moscú. El estadio fue inaugurado el 5 de septiembre de 2014 y cuenta con una capacidad total de 45.360 espectadores todos sentados, con los máximos estándares de la UEFA y para la Copa Mundial de Fútbol de 2018 tuvo una capacidad de 50.000 espectadores.
El estadio fue construido en el sitio del aeródromo Tushino. El diseño actual ha sido desarrollado por AECOM y Dexter Moren Associates y también cuenta con un estadio cubierto independiente. La financiación principal de la construcción fue aportada por el dueño del club, Leonid Fedun a través de empresas afiliadas como la compañía Lukoil e IFD Kapital.
El estadio acoge los partidos como local del Spartak Moscú y, ocasionalmente, de la selección de fútbol de Rusia. Anunciado como parte de las sedes de la Copa FIFA Confederaciones 2017 y de la Copa Mundial de Fútbol de 2018 en Rusia, albergó 3 partidos de fase de grupos y el partido por el tercer lugar en el primer torneo, Además de 4 partidos de fase de grupos y uno de octavos de final en el segundo.

## Historia

### Orígenes y otros intentos
A lo largo de la historia del Spartak, el club no ha contado nunca con su propio estadio de fútbol. El equipo jugó en varios estadios como en el estadio Lokomotiv, Dinamo, Eduard Streltsov y especialmente en el Olímpico de Luzhniki, pero nunca en propiedad.
Después del colapso de la Unión Soviética y la transición a una economía de mercado, el club inicialmente tampoco podía permitirse un estadio propio debido a la falta de fondos para la construcción. Los intentos de construir su estadio se iniciaron en 1994. El Ayuntamiento de Moscú asignó un terreno en las inmediaciones del Jardín Botánico, pero la construcción no tuvo lugar debido a las protestas de los grupos verdes y de los vecinos. En 1998 el costo estimado del proyecto era de 250 millones de dólares y daría cabida a cerca de 65 000 aficionados. Pero el 31 de marzo de 1999 la Resolución del Gobierno de Moscú prohibió la construcción de un estadio en el sitio.
En septiembre de 2001 se planeó la construcción de un estadio en la intersección de la perspectiva Michurinsky y la calle Lobachevsky. Este estadio contaría con un aforo mucho más modesto que el anterior proyecto al acoger 10 000 espectadores. Por diversas razones, entre ellas debido a la falta de dinero del gobierno de Moscú y del Spartak, el estadio no se construyó.

### Construcción del estadio

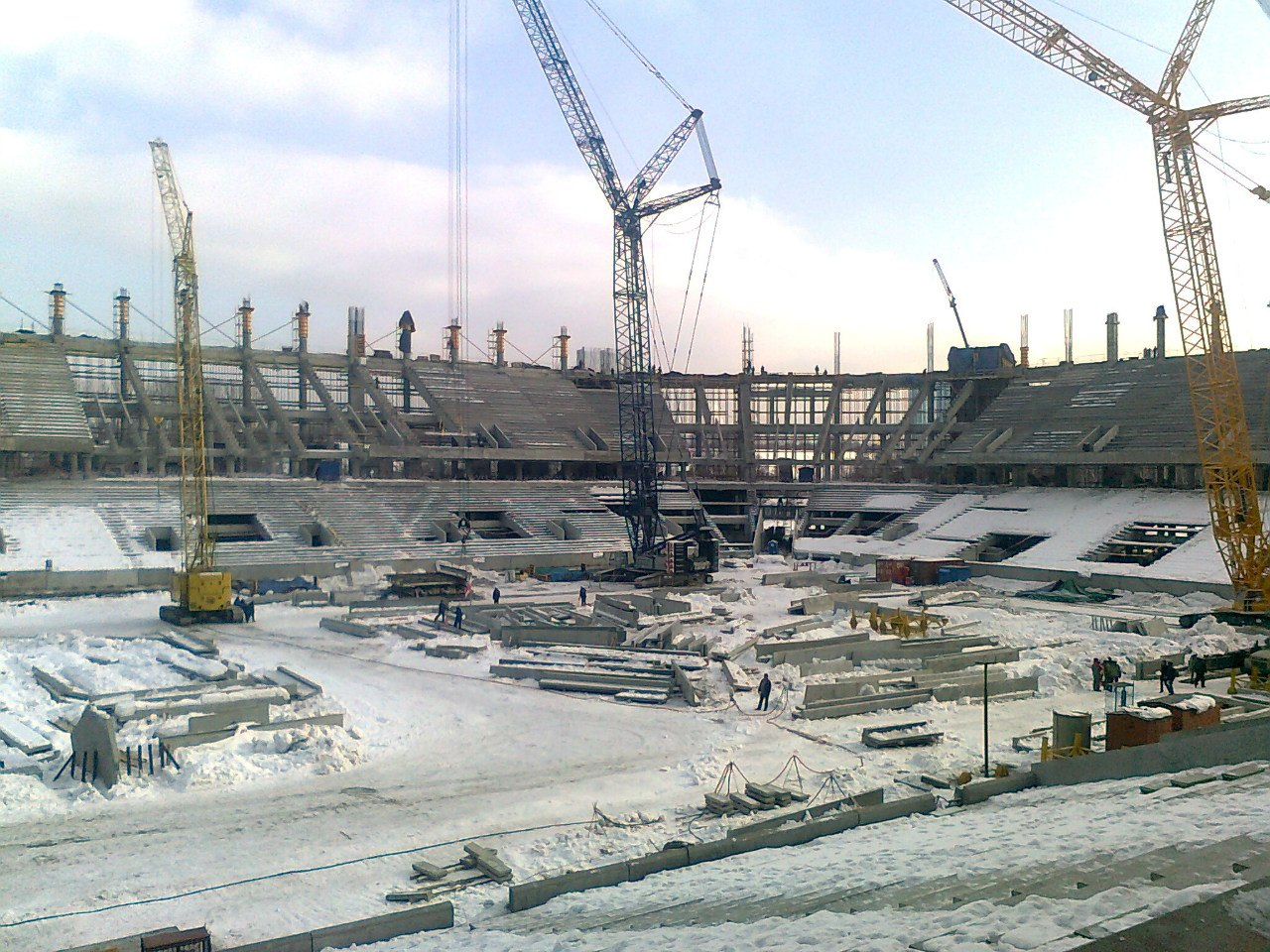
Construcción del estadio (febrero de 2013).

En noviembre de 2006 se produjo otro intento para retomar los planes de la construcción del estadio del equipo moscovita, esta vez con éxito. Se decidió construir un estadio en el distrito del aeródromo Tushino. La financiación de la construcción fue garantizada por Leonid Fedun, propietario del Spartak. El 2 de junio de 2007 se produjo la solemne ceremonia de colocación de la primera piedra. Pero la construcción del estadio se suspendió gradualmente, en un principio debido a retrasos burocráticos y de las características del lugar (cerca de pistas de túnel de metro y de la línea Tagansko-Krasnopresnenskaya del Metro de Moscú), y más adelante en relación con la crisis financiera y económica mundial.

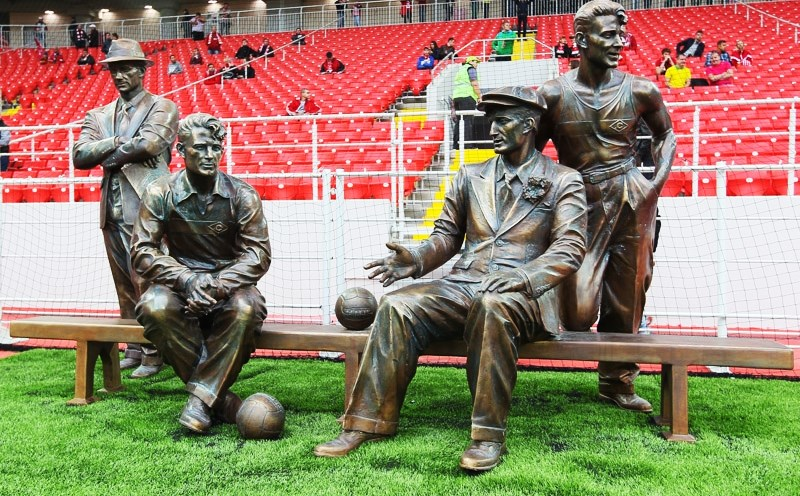
Monumento a los hermanos Starostin en el mismo césped del estadio. La estatua de la izquierda es Nikolái Stárostin, fundador del Spartak.

El 19 de febrero de 2013 se anunció que el nuevo estadio se llamaría «Otkrytiye Arena» debido al patrocinador principal, el banco Otkrytiye. El total de la operación se fue hasta los catorce mil millones de rublos y la construcción se alargó durante un período de seis años. El nombre del banco se muestra en el emblema estadio en rojo y blanco, aunque los colores corporativos del banco son azul y blanco. De acuerdo con los requisitos de la FIFA y la UEFA en los partidos de competiciones de la UEFA del club y partidos oficiales de las selecciones nacionales, el estadio no podrá usar el nombre del patrocinador principal y deberá aparecer simplemente como estadio Spartak.

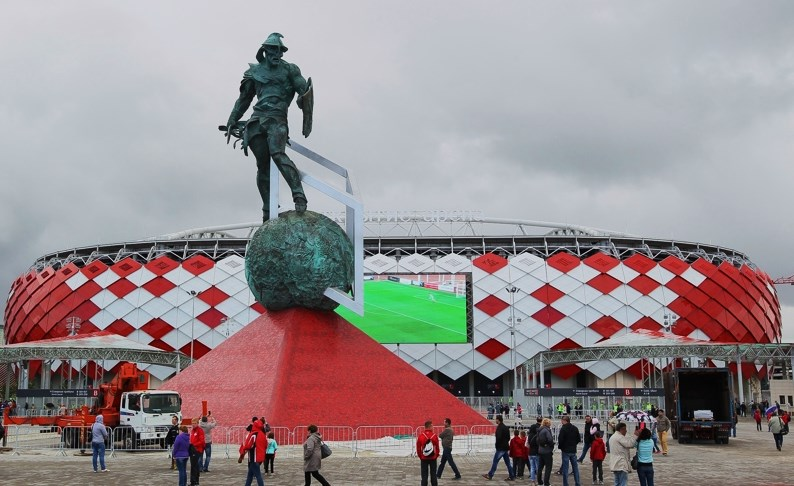
Entrada al Otkrytie Arena, con la estatua de Espartaco.

El 21 de agosto de 2014, cerca del terreno de juego y junto a la tribuna B del estadio se desveló al público un monumento a los cuatro hermanos Starostin, fundadores y jugadores del Spartak. Cerca del estadio fue inaugurada una escultural figura del gladiador Espartaco, símbolo del club, con una altura de 24,5 metros (con pedestal). En 2013, se informó que también se planeaba instalar monumentos de las grandes leyendas del club Igor Netto y Nikita Simonyan. En el cuarto piso de la tribuna oeste se sitúa el museo del Spartak, con una superficie total de unos 800 m².
El 27 de agosto de 2014 se inauguró la estación de metro Spartak, el mismo día que visitó el estadio el presidente ruso Vladímir Putin. El 30 de agosto tuvo lugar el partido de veteranos del Spartak (dos mitades de 20 minutos), al que asistieron cerca de 8 000 personas. El partido inaugural lo disputaron el Spartak y Estrella Roja serbio, el 5 de septiembre de 2014. El partido contó con una asistencia de 37 734 espectadores. El defensa internacional Dmitry Kombarov anotó el primer gol en el nuevo estadio a los 8 minutos.
El primer partido oficial en el Otkrytiye Arena del Spartak fue en la séptima jornada de la Liga Premier de Rusia 2014/15, cuando los locales vencieron al Torpedo Moscú en el derbi moscovita con un marcador de 3:1 (con dos goles de Quincy Promes y uno de José Manuel Jurado). El primer partido oficial del Spartak en el nuevo estadio tuvo una asistencia total de 36 058 espectadores.
Poco después, el 12 de octubre de 2014, el estadio celebró su primer partido internacional de la selección de fútbol de Rusia, valedero para la clasificación para la Eurocopa 2016 ante Moldavia. El partido terminó con el marcador de 1:1 y el único gol de los rusos fue desde el punto de penal, anotado por el delantero del Spartak Artiom Dziuba.

## Características

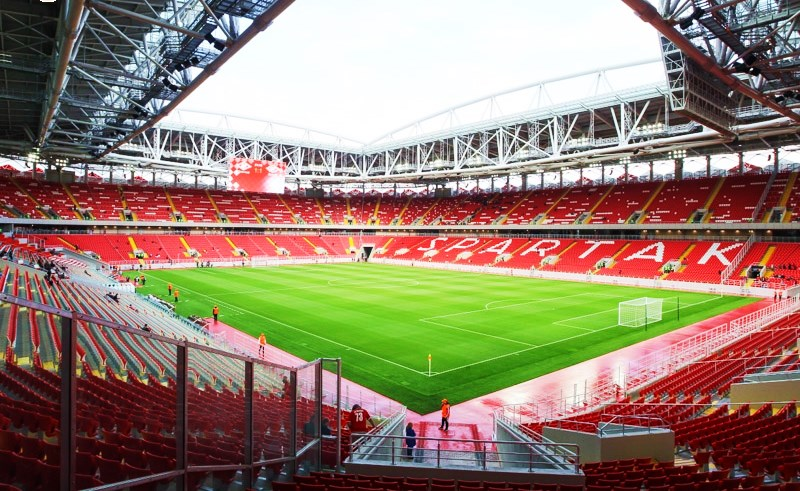
Interior del estadio.

El estadio fue construido a partir de tribunas de gradas prefabricadas de hormigón y un techo arqueado sostenido de acero. El techo está diseñado para hacer frente a las extremas temperaturas de Moscú y su estructura puede soportar las pesadas y continuas nevadas del invierno en Rusia.
El Otkrytie Arena es, globalmente, un complejo deportivo que consiste en un estadio de fútbol, dos estadios de hockey sobre hielo, una academia de tenis, un centro de deportes acuáticos, varias escuelas de deportes y dos jardines de infantes. La capacidad del estadio es de 42 000 espectadores sentados, pero la capacidad aumentará a 46 000 en el momento de la celebración de la Copa del Mundo de 2018.

## Eventos

### Copa FIFA Confederaciones 2017
El Otkrytie Arena fue uno de los cuatro estadios elegidos para albergar encuentros de la Copa FIFA Confederaciones 2017, que se disputó en junio de 2017 en Rusia. Los encuentros que se han jugado en este estadio son:
| Fecha     | Fase         | Equipo   |                     | Resultado |                      | Equipo    | Espectadores |
| --------- | ------------ | -------- | ------------------- | --------- | -------------------- | --------- | ------------ |
| 18-6-2017 | Primera fase | Camerún  | Bandera de Camerún  | 0:2       | Bandera de Chile     | Chile     | 33 492       |
| 21-6-2017 | Primera fase | Rusia    | Bandera de Rusia    | 0:1       | Bandera de Portugal  | Portugal  | 42 759       |
| 25-6-2017 | Primera fase | Chile    | Bandera de Chile    | 1:1       | Bandera de Australia | Australia | 33 639       |
| 2-7-2017  | Tercer lugar | Portugal | Bandera de Portugal | 2:1       | Bandera de México    | México    | 42 659       |

### Copa Mundial de Fútbol de 2018
Este estadio fue una de las sedes de la Copa Mundial de Fútbol de 2018.
| Fecha     | Fase             | Equipo    |                      | Resultado   |                       | Equipo     | Espectadores |
| --------- | ---------------- | --------- | -------------------- | ----------- | --------------------- | ---------- | ------------ |
| 16-6-2018 | Primera fase     | Argentina | Bandera de Argentina | 1:1         | Bandera de Islandia   | Islandia   | 44 190       |
| 19-6-2018 | Primera fase     | Polonia   | Bandera de Polonia   | 1:2         | Bandera de Senegal    | Senegal    | 44 190       |
| 23-6-2018 | Primera fase     | Bélgica   | Bandera de Bélgica   | 5:2         | Bandera de Túnez      | Túnez      | 44 190       |
| 27-6-2018 | Primera fase     | Serbia    | Bandera de Serbia    | 0:2         | Bandera de Brasil     | Brasil     | 44 190       |
| 3-7-2018  | Octavos de final | Colombia  | Bandera de Colombia  | (3) 1:1 (4) | Bandera de Inglaterra | Inglaterra | 44 190       |

## Servicios para los espectadores
En el estadio se prevé ayuda de orientación prestada por voluntarios, consignas, cuidado de los niños, servicio de objetros extraviados. Para las personas con discapacidad están apartados dos sectores de 50 asientos cada uno. Esta parte de la arena está dotada de rampas y ascensores.

## Seguridad en el estadio
Para el Campeonato Mundial 2018 en el estadio instalaron sistemas de videoobservación e identificación de los espestadores y equipos de registro. Las medidas de seguridad fueron elaboradas por el Comité Organizador CM-2018, Ministerio del interior y Servicio federal de Seguridad conjuntamente con la administración del estadio.

## Galería

### Mundial 2018

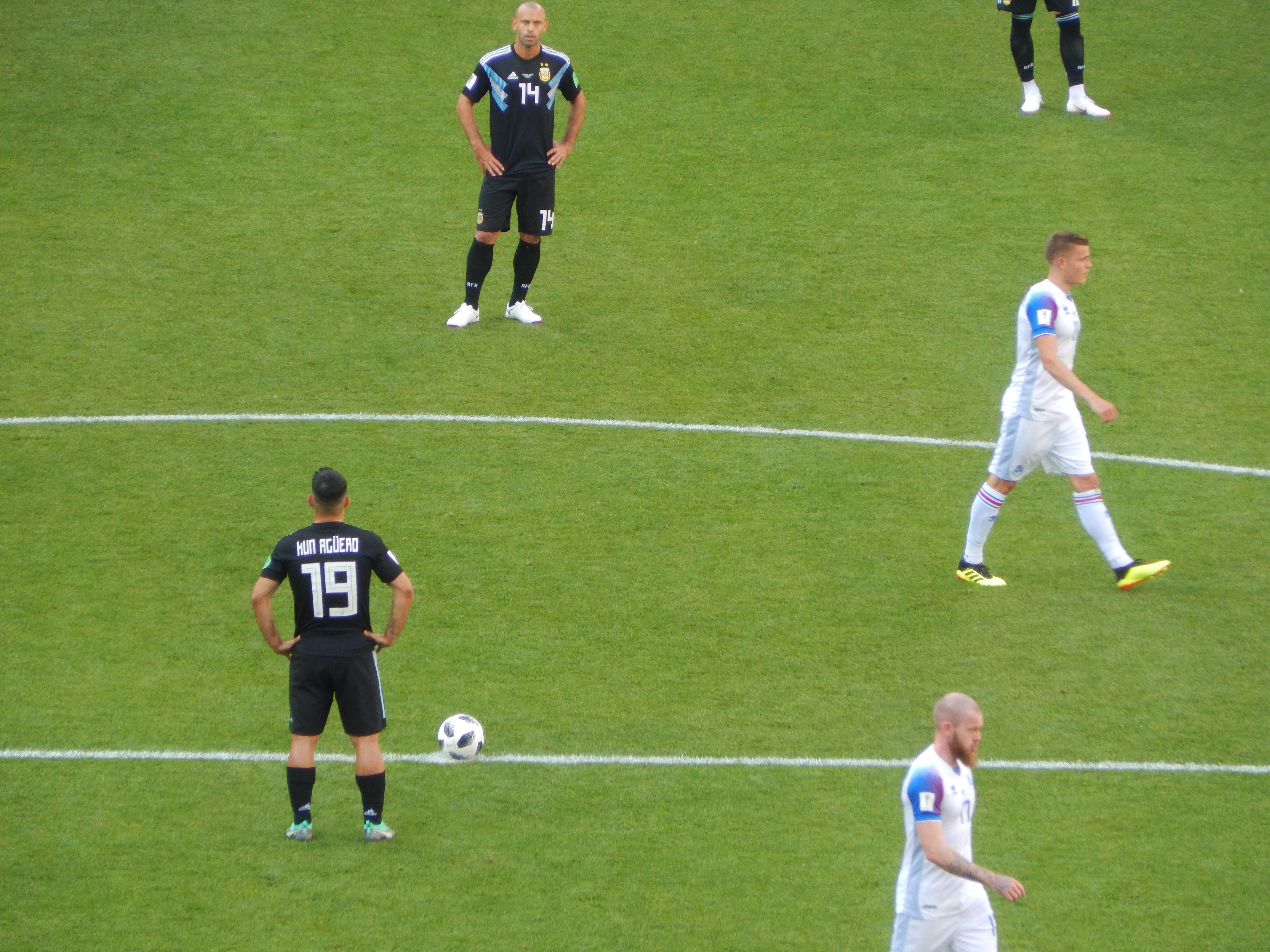
Sergio Agüero se prepara para patear en el partido Argentina-Islandia.
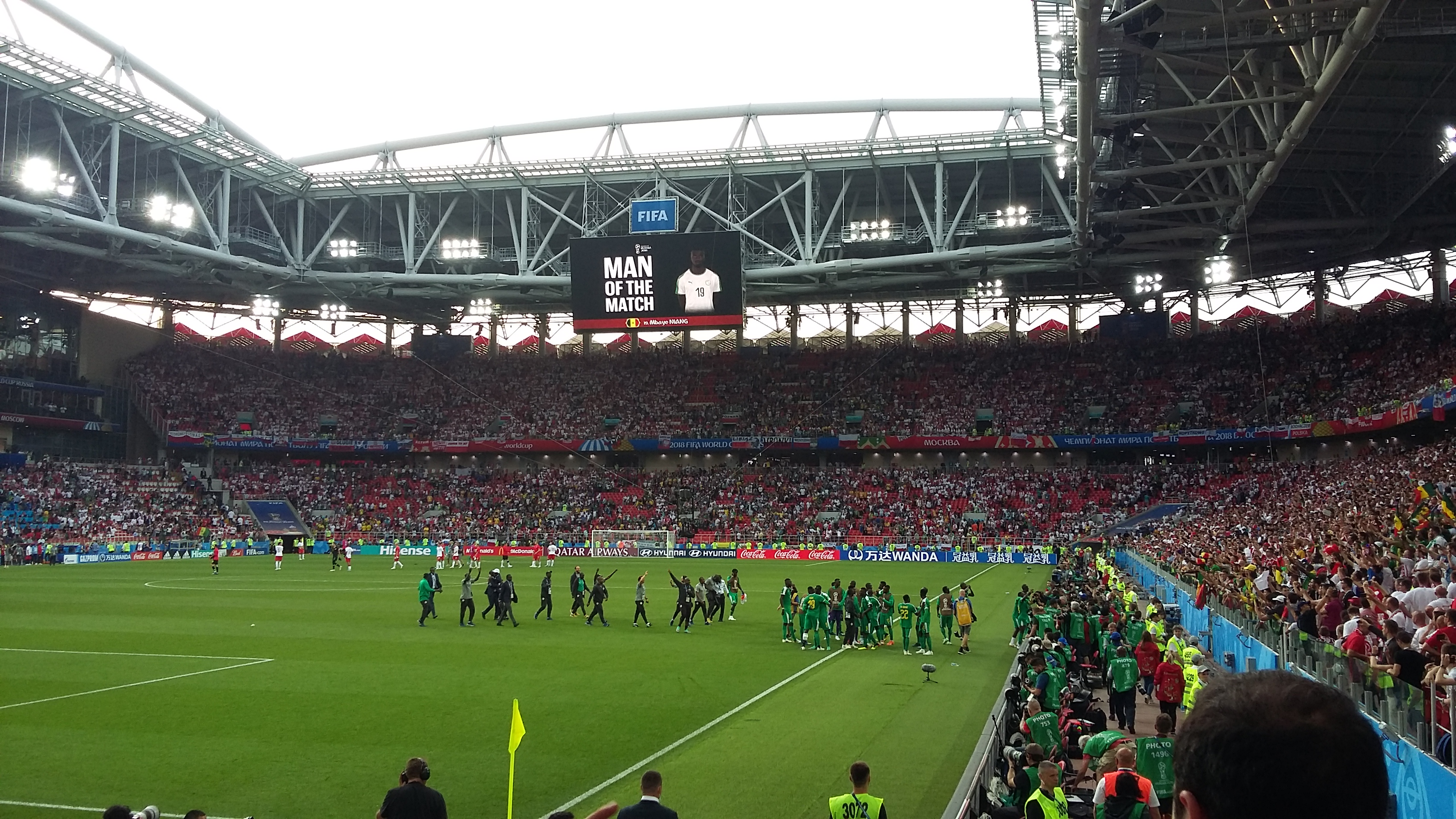
Partido entre Polonia y Senegal.
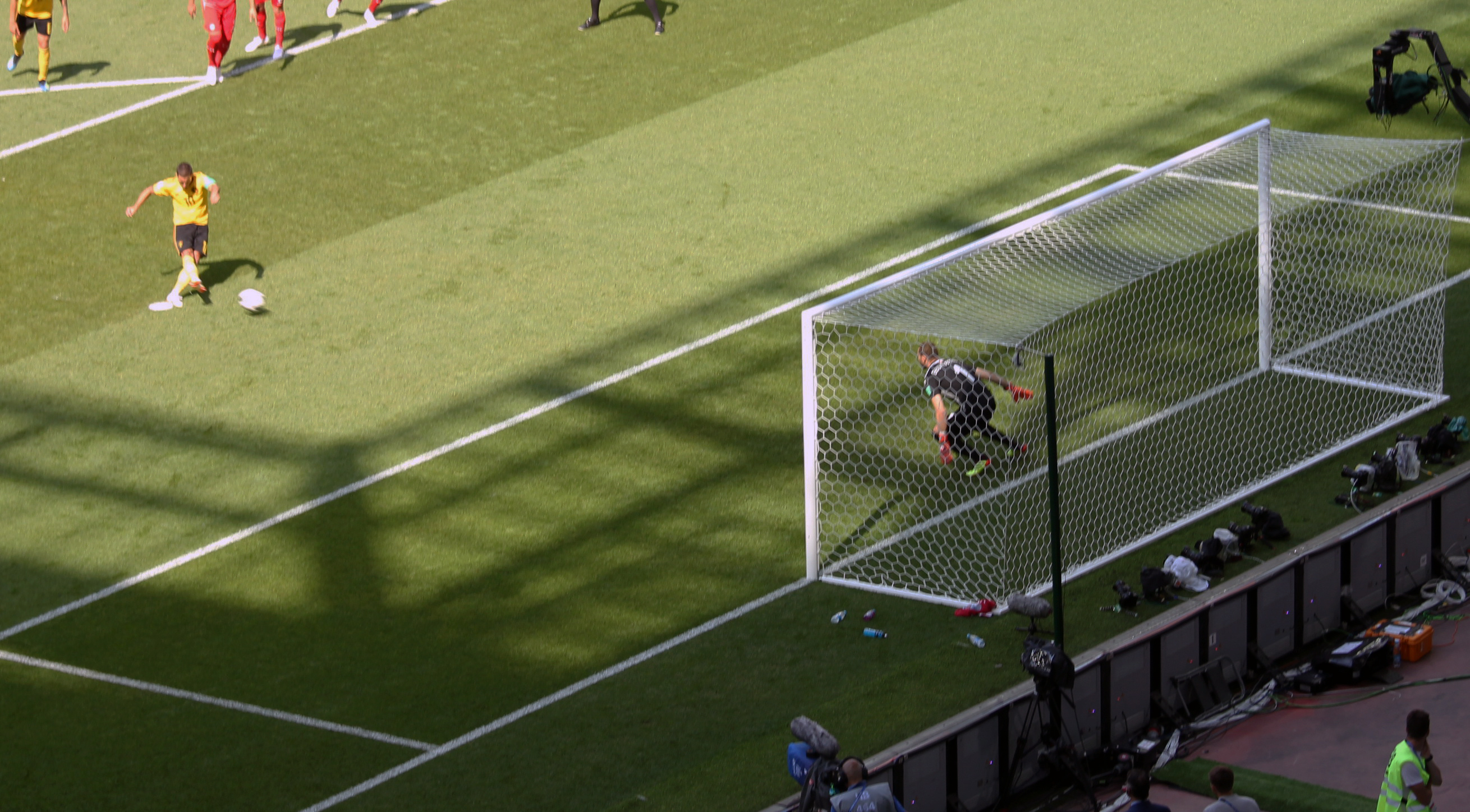
Penalti de Eden Hazard contra Túnez.
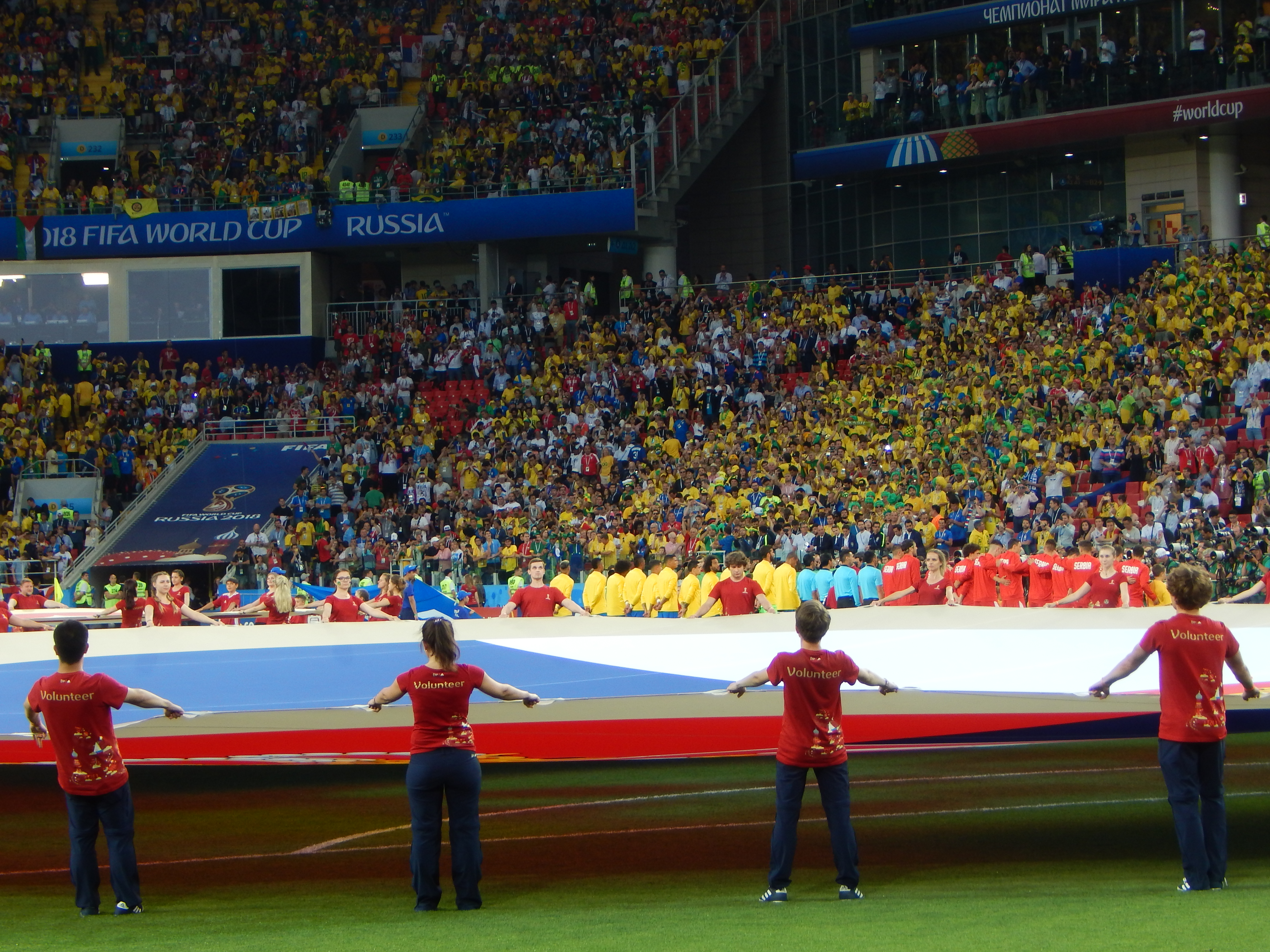
Momentos de los himnos de Brasil y Serbia.
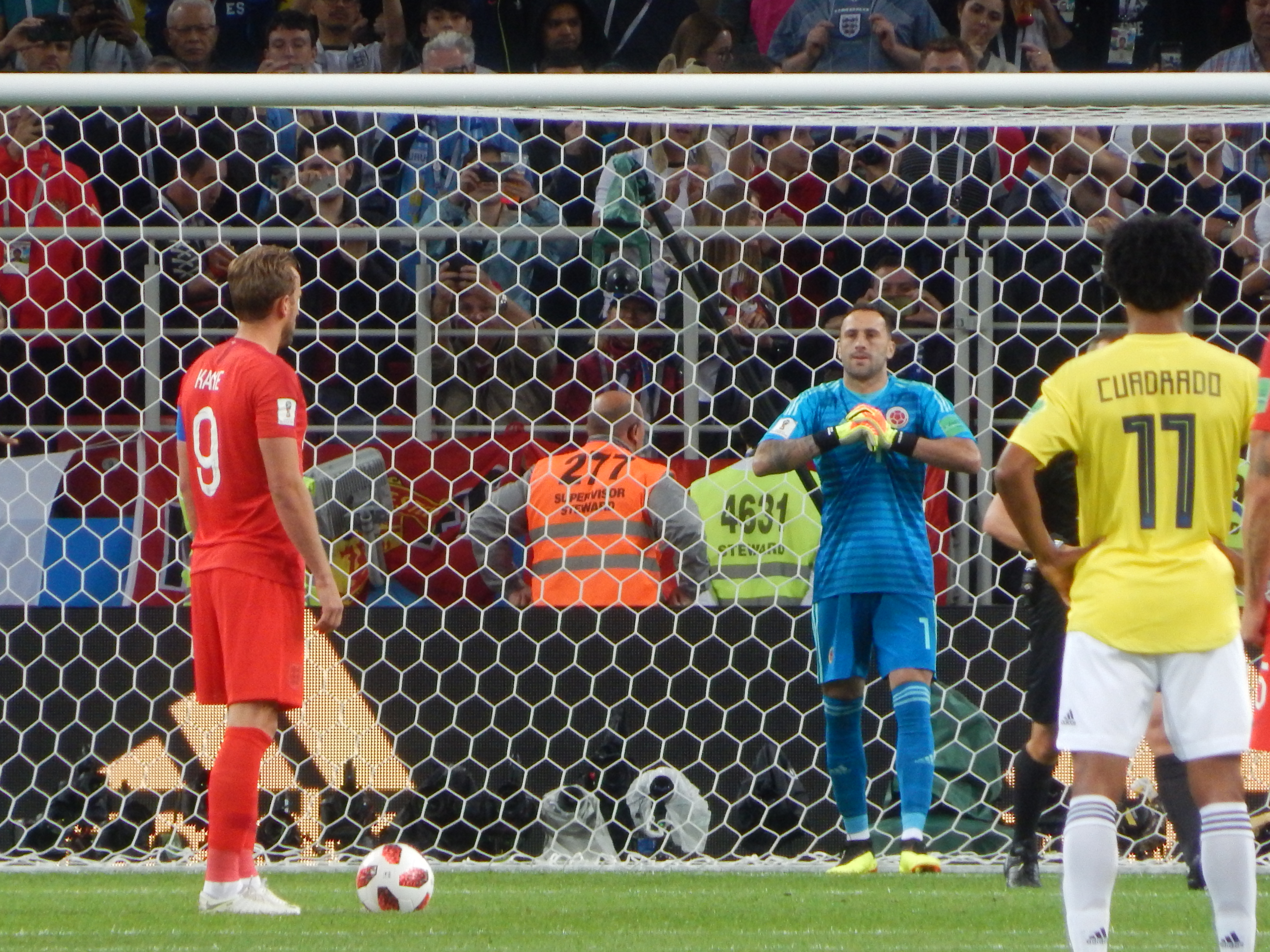
Harry Kane se prepara para patear un penalti contra Colombia.

### Confederaciones 2017
- Partido Camerún-Chile.
- Partido Rusia-Portugal.
- Partido Chile-Australia.

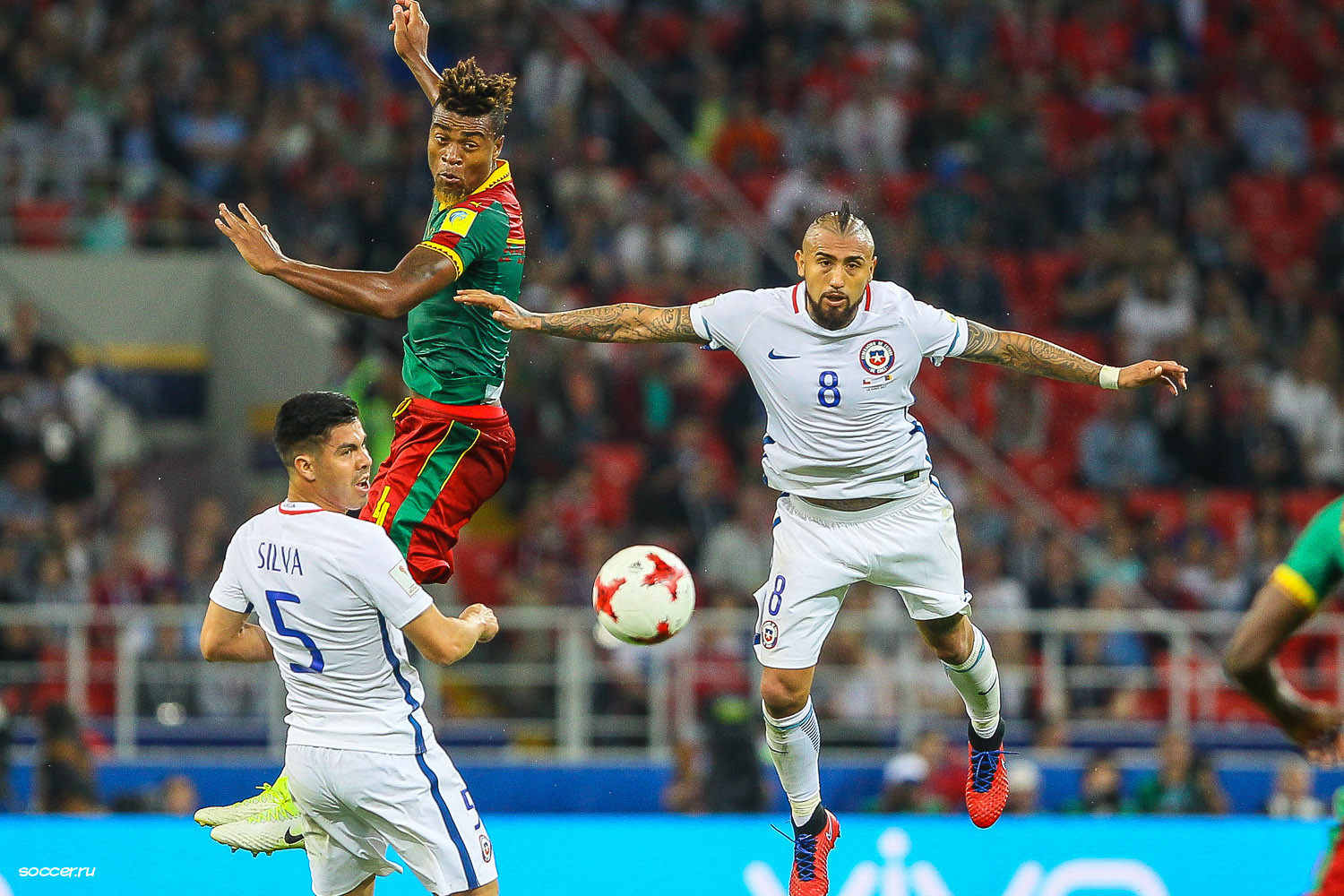
Partido -.
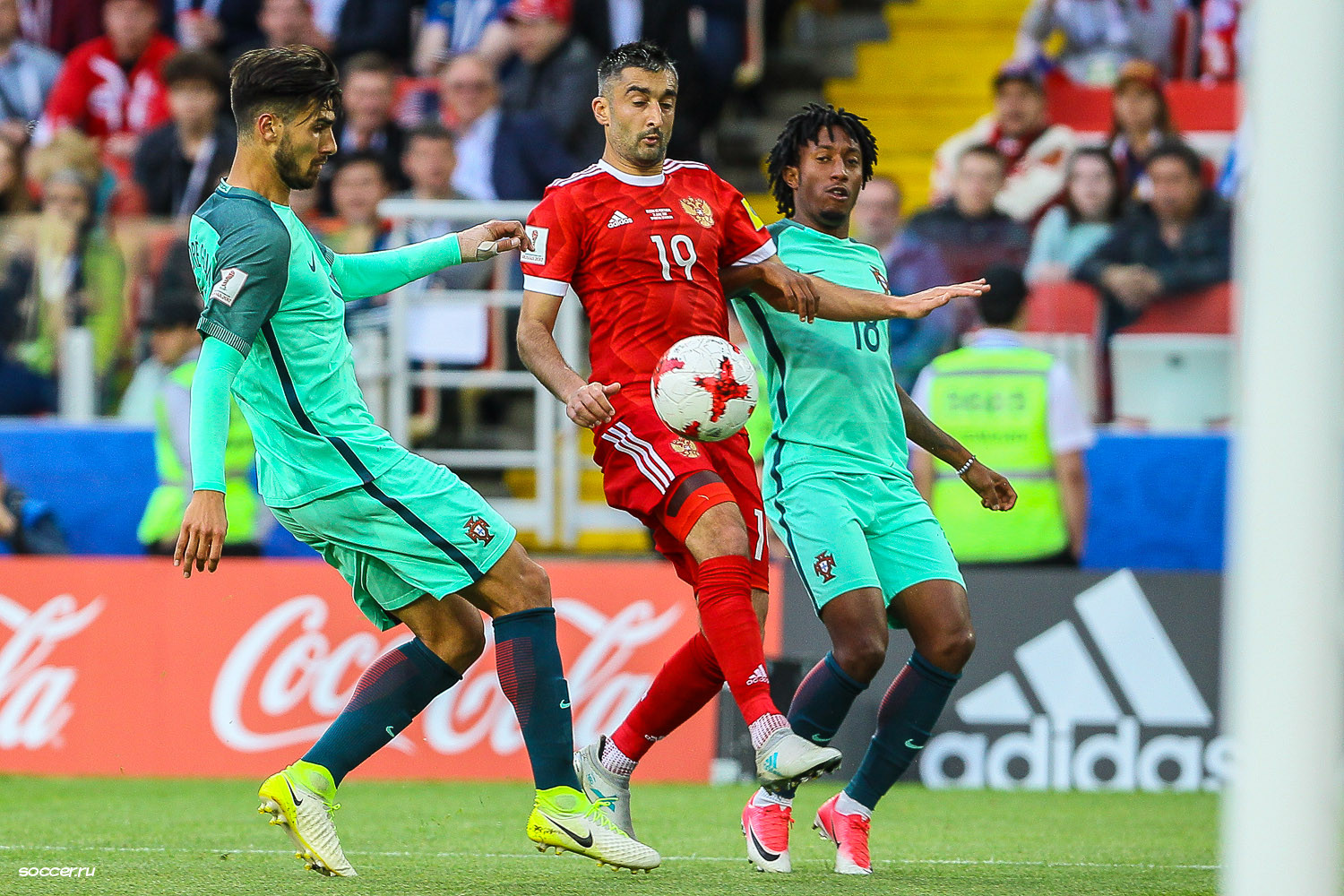
Partido -.
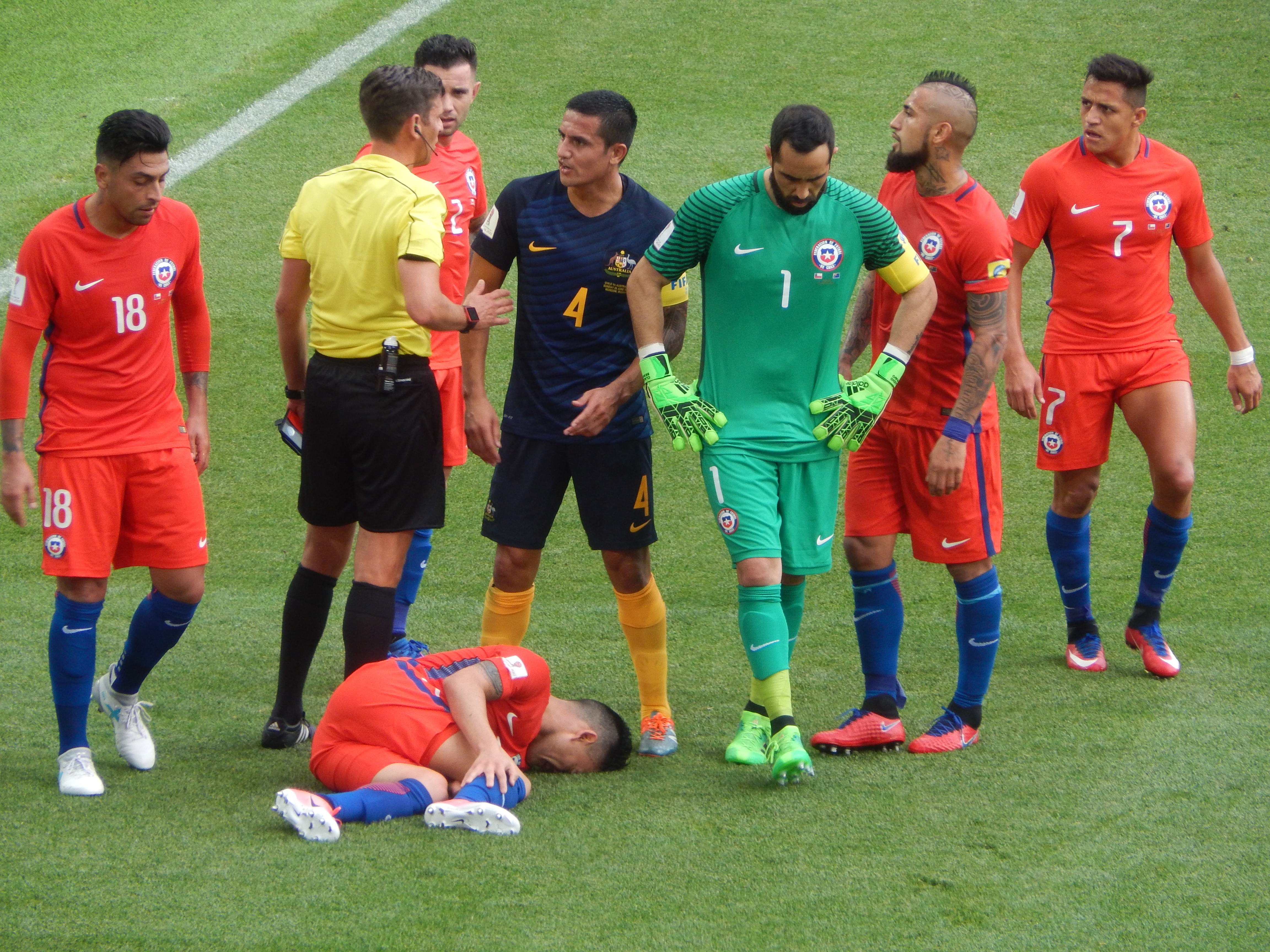
Partido -.
Alineación del partido por el tercer puesto entre Portugal y México.